# Ritratto di Richard Milles
Ritratto di Richard Milles è un dipinto di Pompeo Batoni. Eseguito probabilmente negli anni sessanta del settecento, è conservato nella National Gallery di Londra.

## Descrizione
Il soggetto del ritratto è con tutta probabilità il nobiluomo inglese Richard Milles. Il dipinto potrebbe essere stato eseguito a Roma, città in cui il Batoni era attivo e in cui Milles si fermò durante il suo Gran Tour. Il personaggio indica su una carta geografica i Grigioni svizzeri, in cui fece tappa, mentre il busto di Marco Aurelio testimonia il suo interesse per la cultura classica. Una miniatura del dipinto, realizzata dallo stesso Batoni, è conservata nel museo Fitzwilliam di Cambridge.